# Mizuno Shinryū
Le Mizuno Shinryū et le Mizuno Jinryū (神龍, « Dragon divin ») sont des projets d'intercepteurs à moteurs-fusées développés par l'empire du Japon à la fin de la Seconde Guerre mondiale. Alors que le Jinryū était encore en développement, la compagnie Mizuno commença à concevoir un intercepteur pour les services aériens de l'Armée et de la Marine, qui avaient désespérément besoin d'appareils pour lutter contre les bombardiers américains B-29. Au moment de la capitulation du Japon le 15 août 1945, toutes les études de développement aéronautique sont arrêtées, dont celles du Jinryū et du Shinryū II. Celui-ci était le second avion japonais à utiliser un plan canard après le J7W1.

## Développement
En juin 1944, les premiers B-29 apparaissent au-dessus du Japon. C'est le début d'une campagne de bombardements sur les grandes villes japonaises, les infrastructures et l'industrie. L'industrie aéronautique devenant une cible prioritaire pour les Américains, le bureau de l'aviation de la marine impériale japonaise (en) recherche un moyen de lutter contre la menace des B-29. L'une de ces idées est un intercepteur de défense qui pourrait rapidement monter à la rencontre des bombardiers, et le Mizuno Shinryū II est ainsi né. Cependant, son développement commence par des conceptions d'un appareil très conventionnel.
En novembre 1944, le bureau de l'aviation réfléchit aux possibilités d'un engin pour mener des missions kamikazes. L'idée d'un planeur est ainsi étudiée. Le bureau envisage de lancer ces planeurs avec des propulseurs d'appoint depuis des grottes ou des positions côtières, avec des pilotes pour guider les appareils, et une charge explosive de 100 kg pour frapper les navires et chars américains de l'(opération Downfall). Le bureau assigne au DaiIchi Kaigun Koku Gijutsu-shū de Yokosuka la mission de rendre ces planeurs réalité. Le projet est mené par Shigeki Sakakibara, qui dirigera plusieurs équipes, chacune étant responsable d'une partie du planeur. Les différentes sections sont les ailes, le fuselage, les surfaces de contrôle, les tests aérodynamiques, et les tests de vol une fois un prototype achevé. Le bureau de l'aviation donne pour instruction que le planeur soit construit avec le plus de bois possible.
Cette restriction est imposée pour deux raisons. La première est qu'en utilisant du bois et le moins de métal possible, le planeur pourrait être produit dans de petits ateliers ne disposant que d'outils pour le bois, et la deuxième est d'économiser le métal pour d'autres usages militaires (le bois n'est pas considéré comme un matériau stratégique pendant la guerre). La majeure partie de la conception est faite par Yoshio Akita. Plusieurs concepts sont discutés et dessinés après délibérations avec Akita est ses équipes, la conception finale étant achevée en mai 1945, et la compagnie Mizuno, un petit fabricant de planeurs mieux connu pour ses équipements sportifs, a presque finalisé le prototype. 
Le planeur est très simple et utilise une forme monoplan à ailes hautes. Les ailes droites et plates sont larges, mais ont une faible envergure, et sont conçues pour que le planeur soit facilement manœuvrable, par anticipation de l'inexpérience des pilotes avec ses contrôles. Ainsi, la plateforme est en mesure d'accueillir les moteurs-fusées devant être utilisés pour propulser le planeur dans les airs. Le pilote est assis dans un cockpit ouvert. La conception finale est envoyée au bureau de l'aviation de la marine pour analyse. Sakakibara étudie les plans et conclut que le planeur a des défauts et que des changements sont nécessaires.
Après les changements, la conception est approuvée. Le travail commence sur un Jinryū modifié, car le planeur est demandé pour la mi-juin 1945. Pour accélérer la construction, les plans finalisés et les plans de travail pour le Jinryū sont établis pendant que les composants pour le premier prototype sont construits. La construction du Jinryū est de nouveau confiée à Mizuno. Travaillant le plus rapidement possible, la compagnie achève deux prototypes avec une telle rapidité que les essais en soufflerie étaient toujours en cours. Le premier vol du Jinryū se passe avant même que les résultats des tests ne soient envoyés à Tonsho et Sakakibara. Tashiichi Narabayashi est le pilote du vol d'essai, qui a lieu à la mi-juillet 1945 au terrain d'aviation d'Ishioka dans la préfecture d'Ibaraki, à 90 km au nord-ouest de Tokyo. Le Jinryū est remorqué dans les airs par un Tachikawa Ki-9 (en) piloté par Saburo Fujikura, connu pour son expérience aux commandes de planeurs avant le début de la guerre.
Pour le premier test, Narabayashi évalue la manœuvrabilité du Jinryū. Lors de l'atterrissage, son opinion est que le planeur est stable et possède de bonnes caractéristiques de manœuvres. Pour le second vol, Narabayashi évalue la capacité de plongée du Jinryū et, après quelques rebonds sur le terrain, le Ki-9 et le Jinryū atterrissent. À une hauteur de 2 300 m, Narabayashi se détache du Ki-9 mais constate que la corde de remorquage est accrochée; cependant, il parvient à la couper et continue les tests. Quand il commence à faire plonger le Jinryū et atteint les 300 km/h, le planeur commence à vibrer à un point tel qu'il ne peut plus lire les jauges. Relevant le nez pour réduire la vitesse, Narabayashi découvre que les vibrations cessent. Durant sa descente, Narabayashi examine les vibrations et après l'atterrissage, la question est examinée. Il est conclu que la queue n'est pas suffisamment renforcée et que le stabilisateur vertical est trop petit.
Le Jinryū est modifié par un renforcement dans la queue et par l'ajout d'un second stabilisateur. Les modifications sont ensuite validées à la fois pendant les vols et pendant les essais en soufflerie du modèle Jinryū modifié. Fait intéressant, avant de piloter le Jinryū, Narabayashi était inquiet des problèmes de stabilité possibles de l'avion qui, comme on l'a vu, se sont avérés être le cas. Après l'évaluation des caractéristiques de manœuvrabilité et de vol du Jinryū, le test passe à la phase suivante - la motorisation de l'appareil. Le planeur est déplacé au terrain d'aviation de Kasumigaura, à 19 km au nord d'Ishioka. Sur place, le Jinryū est modifié pour pourvoir incorporer un groupe de trois moteurs-fusées Toku-Ro I Type 1, qui produisent ensemble une poussée de 300 kgp pendant un temps de combustion de dix secondes.
Les tests de ces fusées ont montré deux défauts graves. Le premier est la mauvaise qualité des fusées, qui a provoqué un certain nombre d'échecs. Le second est l'incohérence des temps de combustion. Narabayashi note ses préoccupations et les transmet au major Suganuma, qui est responsable du projet Jinryū. En plus d'exprimer ses doutes sur les moteurs-fusées, il déclare également que le Jinryū serait inadapté pour les missions kamikazes parce que, malgré les modifications apportées au planeur pour améliorer les caractéristiques de vol, il reste un avion qui peine à voler. Narabayashi suggère qu'au lieu d'utiliser le planeur pour des missions kamikazes, il devrait être modifié pour incorporer six moteurs-fusées avec chacun 30 secondes de temps de combustion. Il estime ainsi que le Jinryū pourrait atteindre une vitesse maximale de 750 km/h, et, pour les armes, il envisage qu'il pourrait transporter dix charges explosives adaptées des obus d'artillerie utilisés par l'armée impériale japonaise dans leurs canons de 100 mm (comme les Type 92). Non seulement Narabayashi estime que le Jinryū pourrait être utilisé contre les chars et les navires, mais ajoute qu'il pourrait également être utilisé pour attaquer les bombardiers américains B-29.
Malgré les problèmes sur les fusées, les travaux de préparation du Jinryū continuent pour effectuer un vol motorisé. Le major Suganuma pousse lui-même à la poursuite du développement du Shinryū II. Prenant les préoccupations de Narabayashi en compte, Suganuma forme une équipe pour réviser le Jinryū et concevoir un intercepteur plutôt qu'un planeur. Il est spécialement intéressé par cette idée depuis qu'il a à dispositions des moteurs-fusées avec 32 secondes de temps de combustion. Deux personnes sont retenues depuis le projet du Jinryū : Sakakibara, le concepteur en chef, et Yoshio Tonsho, qui a supervisé la construction du prototype. Yujiro Murakami est chargé des tests d'aérodynamique du Shinryū II. Chacune des personnes affectées au projet Shinryū II est tenue par Suganuma de conserver le secret absolu. Au contraire du Jinryū, le Shinryū II est pensé dès le départ comme un intercepteur. Sakakibara veut utiliser un plan canard, ce qui ferait de cet avion le deuxième japonais développé pendant la guerre avec une telle fonctionnalité (le premier étant le Kyushu J7W Shinden). De plus, les ailes principales ont une plateforme similaire à une aile delta rognée. Ces caractéristiques de conception sont comprises comme un moyen d'assurer la stabilité en vol, ainsi que de bonnes caractéristiques de manœuvrabilité. Étant donné que le pilote japonais moyen a peu d'expérience avec des avions en plan canard, le Shinryū II dispose de destructeurs de portance dans la partie supérieure de chaque aile principale. Chacun est en mesure de tourner entre 60 et 90° et, si le mécanisme de commande est endommagé, ils reviennent automatiquement à la position fermée. Le pilote est assis dans un cockpit à la verrière couverte. Au sujet de la puissance, le Shinryū II utilise quatre moteurs-fusées Toku-Ro I Type 2 situés à l'arrière du fuselage. Chaque moteur a un temps de combustion de 30 secondes et tous ensemble ont une poussée cumulée de 600 kgp. Deux moteurs seraient utilisés pour maintenir le Shinryû II en vol, tandis que les deux autres seraient utilisés lors de l'attaque. Il y a cependant une inquiétude concernant les températures de fonctionnement des moteurs Toku, et deux méthodes de refroidissement des moteurs sont examinées. La première est d'utiliser une chambre de combustion à refroidissement par air qui exigerait une entrée d'air à l'aide d'un mécanisme à baïonnette pour maintenir le flux d'air à travers la chambre. Il serait également nécessaire de positionner avec précision des injecteurs de carburant afin que le flux d'air ne perturbe pas le processus d'injection. La seconde méthode utiliserait des injecteurs qui pulvériseraient un mélange d'eau et d'alcool sur la tuyère de fusée, la refroidissant de ce fait.
Après examen de ces deux solutions pour le refroidissement, il est estimé que le système eau/alcool serait le plus simple à mettre en œuvre. Aucune disposition n'est prise pour un système de train d'atterrissage à roues et un système de patin est utilisé. Un patin sous le nez de l'avion et pourvu d'une suspension à ressort pour absorber les forces d'atterrissage. Sous chaque aile se trouverait un système de dérapage sans ressorts supporté par deux entretoises. Pour le décollage, le Shinryû II utiliserait un chariot à roulettes semblable à celui utilisé par le Mitsubishi J8M. Une fois en vol, le pilote pourrait larguer le chariot. En plus des procédures de décollage classiques, d'autres méthodes pour le lancement du Shinryû II ont été considérées, mais on ignore aujourd'hui de quoi il s'agissait. On peut imaginer que le remorquage du Shinryû II jusque dans les airs est l'une de ces méthodes. Une autre a peut-être été de larguer le Shinryû II dans les airs de la même manière que le Kūgishō MXY7 Ōka. Dans les deux cas, cela économiserait l'usage de deux des moteurs-fusées qui auraient été utilisés pour le décollage du Shinryû II. Afin de lutter contre le B-29, qui pouvait opérer à une altitude de 10 241 m, le Shinryū II devait être équipé d'un habitacle pressurisé ou, si un tel poste de pilotage posait problème, le pilote devrait porter une combinaison pressurisée.
Au sujet des armes, le Shinryû II devait être armé avec huit roquettes contenues dans quatre tubes attachés sous chaque aile, chacun au-dessus de l'autre et incliné vers le bas. Il y a des divergences quant aux objectifs des missions du Shinryû II. Certaines sources font état que le Shinryû II devait être utilisé comme le « Baka » tandis que d'autres arrivent à la conclusion que le Shinryû II devait attaquer des cibles blindées au sol, telles que des réservoirs. Dans les deux cas, ces sources indiquent que le nez du Shinryû II contenait une ogive explosive d'impact et, une fois toutes les roquettes lancées, le pilote devait écraser son avion sur l'objectif final en utilisant l'ogive pour donner le coup de grâce. Cependant, des analyses du Shinryû II montrent que ce type de mission n'est pas possible. L'avion aurait été beaucoup plus complexe à construire que le Showa Toka ou le Baka, et le Shinryû II a été construit pour la maniabilité, les opérations en haute altitude et les attaques au sol. De plus, utiliser le Shinryū II pour des missions kamikazes contre les chars n'a guère de sens quand il y avait d'autres moyens plus simples et plus efficaces (les deux déjà en service et en cours de développement) pour éliminer le blindage.
Peut-être dans le cas où le rôle de planeur du Jinryū devait être appliqué au Shinryû II, comme pour d'autres avions d'attaque de l'armée comme le Nakajima Kitsuka, le Kawanishi Baika et le Showa Toka, le Shinryū II ne possède aucune désignation par lettre ou par chiffre. Ainsi, par extension, le Shinryū II devait également servir d'arme d'attaque. Ceci, bien sûr, ne veut pas dire que le pilote ne pouvait pas choisir d'utiliser le Shinryû II comme un avion kamikaze. En tant qu'intercepteur, le Shinryū II a un rôle similaire au Mitsubishi J8M et au Bachem Ba 349 allemand que les Japonais connaissent et dont ils ont obtenu des données (bien que les plans ne sont jamais arrivés au Japon). Comme le J8M et le Ba349, et en raison du rayon d'action limité assuré par les moteurs-fusées, le Shinryū II devait être positionné à proximité de cibles qui étaient susceptibles d'être attaquées. Et comme le J8M, le Shinryū II aurait utilisé un chariot à roues largable pour le décollage tout en allumant deux de ses moteurs-fusées. Mais au contraire du J8M, qui brûle tout son carburant en une seule fois, le Shinryū II a une seconde paire de moteurs-fusées qui pourrait être utilisée pour maintenir un long vol ou pour augmenter la vitesse lors de l'attaque. De la même façon que le Ba349, le Shinryū II aurait été armé avec des roquettes, probablement tirées en groupe pour créer un effet de propagation et abattre les cibles. Finalement, comme le J8M, une fois le carburant et les munitions épuisés, le Shinryū II aurait plané jusqu'à une base pour être récupéré, ravitaillé et réarmé.
Le Shinryū II n'a jamais été construit en raison de la fin des hostilités en août 1945, qui en a stoppé la conception. De même, le planeur Jinryū n'a jamais volé avec un moteur. Après l'échec des moteurs-fusées au cours des essais au sol, la guerre a pris fin avant que des moteurs plus appropriés et fiables aient été acquis et testés. La compagnie Mizuno a produit un total de cinq planeurs Jinryū. Sur une note retrouvée, « Jinryū » est le nom utilisé pour le premier planeur Mizuno. Dans ce texte, l'auteur utilise le nom « Shinryû II » pour différencier l'intercepteur du planeur. Le kanji est le même pour les deux orthographes mais se prononce différemment. Les mots Jinryū et Shinryû signifient « Dragon divin ». Le terme Shinryū II est également utilisé dans les écrits contemporains à des fins de différenciations. On ignore si l'intercepteur et le planeur ont pu être nommés de la même façon.

## Variantes
Mizuno Jinryū « Dragon divin »
Avion d'attaque. Seul planeur (connu) de la compagnie Mizuno à avoir été produit. 5 prototypes de planeurs ont été construits.
Mizuno Shinryū II « Dragon divin »
Intercepteur à moteurs-fusées équipé de 4 tubes de roquettes alignés à la verticale sous chaque aile. Conçu pour intercepter les bombardiers B-29 de la même façon que le Bachem Ba 349. Aucun prototype n'a été construit.

## Utilisateurs
- Service aérien de la Marine impériale japonaise